# Сретенка (Павлодарская область)
Сретенка (каз. Сретенка) — упразднённое село в Щербактинском районе Павлодарской области Казахстана. Входит в состав Сосновского сельского округа. Код КАТО — 556857600. Исключено из учётных данных в 2017 г.
Основано переселенцами в 1909 году. Название получило от православного праздника Сретения.

## Население
В 1989 году население Сретенки было 304 человека (по материалам Всесоюзной переписи населения).
В 1999 году население села составляло 186 человек (98 мужчин и 88 женщин). По данным переписи 2009 года, в селе проживали 63 человека (32 мужчины и 31 женщина).